# Schlacht von Plowdiw (1878)
Zimnicea – 
Nikopol – 1. Schipkapass  –  Elena – 2. Schipkapass – Plewen – Lowetsch – 3. Schipkapass – Zivin – Kızıl Tepe – Aladscha – Gorni-Dubnik – Kars – Taschkesen – 4. Schipkapass – Plowdiw
Die Schlacht von Plowdiw (Philippopel) vom 14. bis 17. Januar 1878 (türkisch Filibe Muharebesi) war eine der letzten Schlachten im Russisch-Osmanischen Krieg (1877–1878).

## Vorgeschichte
Nach dem erfolgreichen Balkan-Übergang der russischen Westarmee unter Generalleutnant Josef Wladimirowitsch Gurko wurde Süleiman Pascha Anfang Januar 1878 zum neuen Oberbefehlshaber der westlichen türkischen Armee ernannt. Es gelang ihm, zwischen Sofia und Plowdiw 50.000 Mann mit 122 Geschützen zu konzentrieren, um Gurkos Vormarsch aufzuhalten.
Die Niederlage der osmanischen Ostarmee in der Vierten Schlacht am Schipkapass eröffnete den russischen Generalstab weitreichende Möglichkeiten zu einer Umfassungsoffensive in Thrakien. Nach dem Durchbruch der Armeeabteilung Radezki im Gefecht von Scheinovo am 9. Januar bestand von Seiten der osmanischen Ostarmee unter Veysel Pascha keine Flankenbedrohung mehr. Die osmanische Dobrudscha-Armee unter Mehmed Ali Pascha war nach dem russischen Durchbruch am Schipka-Pass von drei Seiten bedrängt. Um der Gefahr der Einkesselung zu entgehen, mussten diese Truppen auf Küstendil zurückgenommen werden.
Die russische Westarmee (71.000 Mann und 318 Kanonen) rückte nach dem kampflosen Einzug in Sofia (4. Januar) mit ihren Truppen nach Südbulgarien vor. Die letzte osmanische Festung auf dem Weg in die osmanische Hauptstadt Istanbul war Plowdiw, wo Baker Pascha von Süleiman Pascha den Oberbefehl der Verteidigung übertragen bekommen hatte.

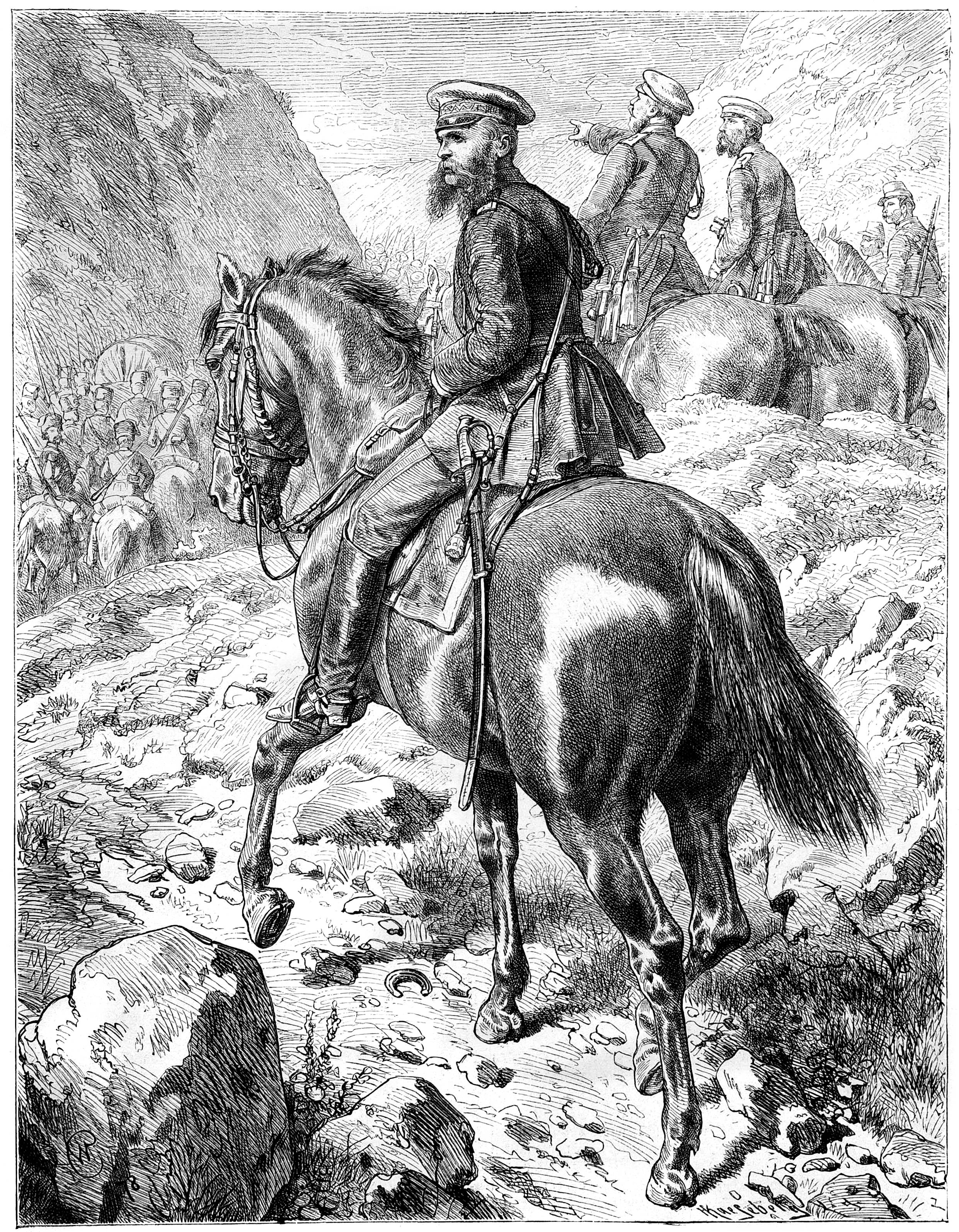
General Josif Gurko, Oberbefehlshaber der Westarmee

Als der türkische Kriegsminister Mehmet Reuf Pascha am 10. Januar die Nachricht von der Niederlage der östlichen Armee bei Scheinovo erhalten hatte, gab er den türkischen Oberbefehlshaber in Rumelien, Süleiman Pascha den Befehl zum Rückzug auf Adrianopel. Alle türkischen Truppen erhielten Order, sich nach Istanbul zurückzuziehen, um die bedrohte Hauptstadt zu verteidigen. General Gurko hatte Befehl den Vormarsch seiner fünf Kolonnen auf Plowdiw schneller voranzutreiben. Am 10. Januar verlegte er sein Hauptquartier von Sofia zur Vorhut, welche die Kolonne des Generalleutnant Schuwalow mit der halben 1. und 2. Garde-Division bildete. Der Hauptstoß erfolgte über Ichtiman und das Trajanstor nach Tatar Bazardzik.
General von Klot, der Führer der russischen 2. Kavallerie-Division hatte am 14. Januar morgens 14 Eskadronen von Crnagöl nach Duganfiöj und die Leibgarde-Ulanen über Dugankiöj gegen Tatar Bazardzik in Bewegung gesetzt. General Schilder-Schuldner (5. Division) rückte mit 5 Bataillone nach Duganfiöj und General Weljaminow (31. Division) mit 8 Bataillone nach Tatar Bazardzik nach.

## Kämpfe um Plowdiw am 15., 16. und 17. Januar

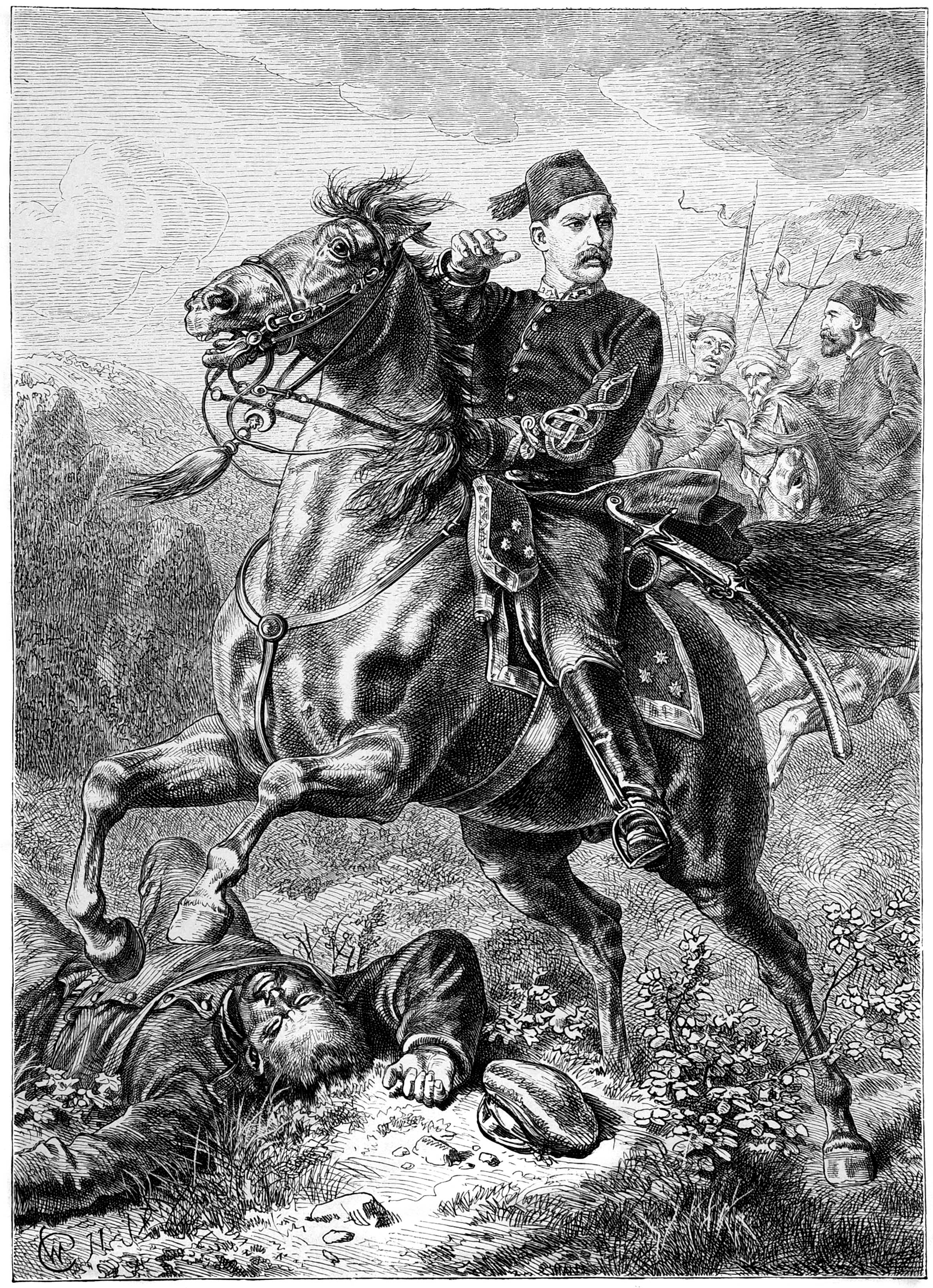
Süleiman Pascha

Am 15. Januar versuchte Klots Kavallerie im Süden Plowdiws die Mariza zu überschreiten und die türkische Rückzugslinie zu bedrohen. Ein Teil der Reiterei blieb bis zum Eintreffen der Kolonne des General Krüdener (3. Garde-Division, Infanterie-Regiment 124), welche über Calapic am linken Marica-Ufer heranrückte, noch kurzfristig vor der Nordfront von Plowdiw stehen. Die 2. Garde-Division, die jetzt von General Dandeville geführt wurde, saß bald vor dem nördlichen Stadtteil fest – die dortige Mariza-Brücke war von Baker Pascha in Brand gesetzt worden, zudem erhielt er von dem hart westlich der Stadt sich erhebenden Hügel Artilleriefeuer und das südliche Maritza-Ufer war noch mit starken türkischen Kräften besetzt.
An den beabsichtigten weiteren Vorstoß über Philippopel war zunächst am 15. Januar nicht zu denken. General Gurko befand es für nötig, für den folgenden Tag auch die Kolonne Schilder-Schuldner mit der 3. Garde-Division (General Katalei) aufschließen zu lassen. Bereits in der Nacht zum 16. Januar begannen vier türkische Divisionen (Sabit, Iskender, Osman, Redjeb) mit den Rückzug aus der Stadt nach Stanimaka. Die Divisionen unter Fuad und Schakir Pascha blieben als Rückendeckung am Deïrmen dere stehen. Baker Pascha versuchte mit seinen Truppen eine Position bei Bielašica zu nehmen, um die zurückgelassenen Geschütze zu retten und den Russen die Straße nach Stanimaka zu verlegen.
Am 16. Januar stürmte eine Schwadron russischer Dragoner unter Hauptmann Alexander Burago in die Stadt Plowdiw ein. General Klot überschritt darauf mit der 1. und 3. Garde-Kavallerie-Brigade südöstlich von Manutkiöj die Mariza.
Am Abend brach das litauische Leibgarderegiment mitten in die zurückziehenden Kolonnen der türkischen Armee ein und zerschlug beim Nachtangriff eine gegnerische Infanteriebrigade und erbeutete 23 Geschütze. General Arpshofen setzte ein Bataillon des Regimentes Kexholm auf dem rechten Flügel bei Karaghač zur Umfassung des türkischen linken Flügel an.
Der osmanische Widerstand blieb noch am 17. Januar aufrecht, aber die sich dauernd verstärkenden Russen erzwangen dann den allgemeinen türkischen Rückzug. General Schilder-Schuldner hatte zuletzt die hohe Verluste bringende Artillerie auf der Höhe südöstlich von Markova als den Schlüsselpunkt der türkischen Stellung ausgemacht und ließ das 17. und 18. Infanterie-Regiment zur Erstürmung antreten. Zunächst leisteten die Türken noch verzweifelten Widerstand; als sie sich aber von allen Seiten angegriffen sahen, räumten sie die unmittelbar nördlich von Čiftlik besetzte Stellung. Um 4 Uhr nachmittags traf auch die Spitze der Kolonne des Generals Weljaminow bei Markova ein und griff sofort in die Kämpfe ein. Die Türken mussten sich rasch auf der von Bielašica nach Stanimaka führenden Höhenstraße zurückziehen.

## Folgen
Der russische Vormarsch ging weiter nach Adrianopel, das am 20. Januar besetzt wurde, und stoppte erst im Vorort Yeşilköy (San Stefano). Um den weiteren russischen Vormarsch und eine Eroberung Istanbuls zu verhindern, hatte Großbritannien schon im Dezember interveniert, indem es an der Küste mit dem Eingreifen seiner Seestreitkräfte zu Gunsten der Hohen Pforte drohte. Unter dem Druck Großbritanniens musste Russland am 19. (31.) Januar einen Waffenstillstand mit dem Osmanischen Reich abschließen.
Am 19. Februarjul. / 3. März 1878greg. folgte der Frieden von San Stefano. Nach dem Friedensschluss machte der neue russische Generalgouverneur des Fürstentums Bulgarien, General Alexander Michailowitsch Dondukow-Korsakow
Plowdiw zu seiner Hauptstadt.